# Real Madryt w sezonie 1902/1903

Real Madryt powstał na początku XX wieku. Drużyna została oficjalnie zarejestrowana 6 marca 1902, jako Madrid Foot-Ball Club.
Pierwszy mecz odbył się trzy dni później, piłkarze klubu podzieleni na dwie grupy zagrali między sobą.

## Skład
W klubie grali m.in.: Arthur Johnson, Armando Giralt, Adolfo Meléndez, Pedro Parages.

## Mecze
zwycięstwo Realu Madryt
     remis
     zwycięstwo drużyny przeciwnej
| 9 marca 1902 | Madrid FC („niebiescy”) | 1:0 | Madrid FC („czerwoni”) |  |
|              |                         |     |                        |  |

| Copa de la Coronación 1/2 F 13 maja 1902 | Madrid FC  | 1:3 | FC Barcelona |                    |
|                                          | A. Johnson |     |              | ? Sędzia: L. Arana |

| Copa de la Coronación Mecz pocieszenia 16 maja 1902 | Madrid FC | 3:2 | Club Español Barcelona |                          |
|                                                     |           |     |                        | Solar de Estrada, Madryt |

| Copa del Rey 1/2 F 6 kwietnia 1903 | Madrid FC                 | 4:1 | Club Español Barcelona |                                    |
|                                    | Giralt (x2) Pache Parages |     | 40' Cennaro            | Hipodrom, Madryt Sędzia: Astorquia |

| Copa del Rey Finał 8 kwietnia 1903 | Madrid FC                    | 2:3 | Athletic Bilbao                            |                  |
|                                    | Valdetarrazo 15' · Neyra 40' |     | 55' Cazeaux · 60' Montejo · 80' De la Sota | Hipodrom, Madryt |

| Trofeo Codorniú 14 czerwca 1903 | Madrid FC                                      | 13:1 | Matritense |                                      |
|                                 | A. Giralt (x4) Neyra (x6) Lee Revuelto Parages |      | Garrido    | Hipodrom, Madryt Sędzia: J. Ituriaga |

| Trofeo Codorniú 21 czerwca 1903 | Madrid FC | 7:0 | Combinado Madrileño |                  |
|                                 |           |     |                     | Hipodrom, Madryt |

| Turniej San Lorenzo 11 sierpnia 1903 | Madrid FC | 6:5 | Moncloa FC |                                      |
|                                      |           |     |            | La Lonja, San Lorenzo de El Escorial |